# 플레이스테이션 스튜디오스
플레이스테이션 스튜디오스(전 사명 SCE 월드와이스 스튜디오)는 소니 컴퓨터 엔터테인먼트 (SCE)의 자회사 게임 개발 스튜디오의 집합체이다. SCE의 모든 개발 스튜디오를 감독하는 내부 조직에서 SCE 개발 스튜디오가 플레이스테이션의 게임 소프트의 개발 및 생산의 경영 전략을 담당한다.

## 스튜디오
플레이스테이션 스튜디오스는 전 세계 13개의 개발 회사를 소유한다.

### 북아메리카
- 너티 도그
- ICE 벤드 스튜디오
- SCE 포스터시티 스튜디오
- SCE 샌디에이고 스튜디오
- SCE 샌타모니카 스튜디오
- 서커 펀치 프로덕션

### 유럽
- 에벌루션 스튜디오
- 게릴라 게임스
- SCE 케임브리지 스튜디오
- XDev
- SCE 런던 스튜디오
- 미디어 몰큘

### 아시아
- SCE 재팬 스튜디오
- 폴리포니 디지털

## 같이 보기
- 번지 (기업)
- 플레이스테이션 프로덕션스

## 참조

### 내용주
1. ↑  영어: PlayStation Studios
2. ↑  영어: SCE Worldwide Studios